# رافليسيا
الورقية أو الرافليسيا (باللاتينية: Rafflesia) جنس نباتي ينتمي إلى الفصيلة المسكية ويضم حوالي 28 نوعاً من النباتات الطفيلية.
الموطن الأصلي لهذه الأنواع جنوب شرق آسيا.

## الوصف النباتي
نباتات هذا الجنس ليس لها سوق أو أوراق أو جذور، بل النبات عبارة عن زهرة فقط لها خمس بتلات.

## من أنواعه
- الرافليسيا الأرنولدية (باللاتينية: Rafflesia arnoldii)
- الرافليسيا الخلابة (باللاتينية: Rafflesia speciosa)
- الرافليسيا الرائعة (باللاتينية: Rafflesia mira)
- الرافليسيا الشادنبيرغية (باللاتينية: Rafflesia schadenbergiana)
- الرافليسيا الصخرية (باللاتينية: Rafflesia rochussenii)
- الرافليسيا الصغيرة البوابة (باللاتينية: Rafflesia micropylora)

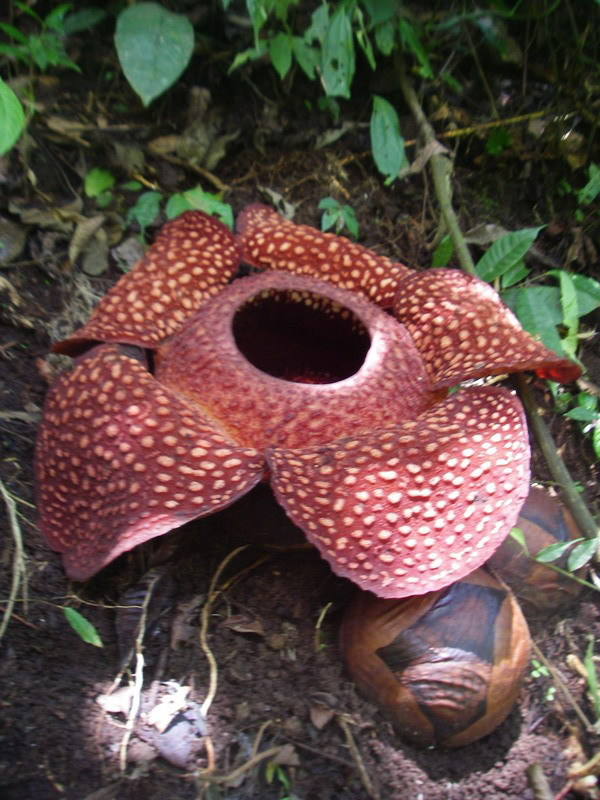
رافليسيا أرنولدية

- الرافليسيا الغوديتية (باللاتينية: Rafflesia gadutensis)
- الرافليسيا الفلبينية (باللاتينية: Rafflesia philippensis)
- الرافليسيا الكانتلية (باللاتينية: Rafflesia cantleyi)
- الرافليسيا الكيثية (باللاتينية: Rafflesia keithii)
- الرافليسيا الكيرية (باللاتينية: Rafflesia kerrii)
- الرافليسيا الليوناردية (باللاتينية: Rafflesia leonardi)
- الرافليسيا المانيلية (باللاتينية: Rafflesia manillana)
- الرافليسيا المفصصة (باللاتينية: Rafflesia lobata)
- الرافليسيا الهاسلية (باللاتينية: Rafflesia hasseltii)
- الرافليسيا الهوائية (باللاتينية: Rafflesia aurantia)